# Roavvioaivi (berg)
Roavvioaivi är ett berg i Finland. Det ligger i Enare i landskapet Lappland, i den norra delen av landet, 1 000 km norr om huvudstaden Helsingfors. Toppen på Roavvioaivi är 500 meter över havet. Roavvioaivi ingår i Maarestunturit.
Terrängen runt Roavvioaivi är kuperad västerut, men österut är den platt.  Trakten runt Roavvioaivi är nära nog obefolkad, med mindre än två invånare per kvadratkilometer. Det finns inga samhällen i närheten. Omgivningarna runt Roavvioaivi är i huvudsak ett öppet busklandskap.